# Mina Mutanda
La mina Mutanda es una operación a cielo abierto de cobre en la provincia de Katanga de la República Democrática del Congo.

## Ubicación
La mina Mutanda se encuentra aproximadamente 40 kilómetros (25 mi) al sureste de Kolwezi. La propiedad está cercana a la carretera nacional y la línea de ferrocarril entre Kolwezi y Zambia. El río Kando corre aproximadamente 2.5 kilómetros del borde sur, proporcionando mucha agua. Hay un suministro bueno de electricidad, con un 13.5 MW.

## Propiedad
Glencore Internacional opera la mina y tiene una 40% participación en la mina a través de un 50% holding en Samref Congo. Glencore también indirectamente posee 37.5% de Kansuki, un proyecto en desarrollo de cobre y cobalto limítrofe a Mutanda.